# Charco Seco
Charco Seco är en ort i Mexiko.   Den ligger i kommunen Santa María Colotepec och delstaten Oaxaca, i den sydöstra delen av landet, 500 km sydost om huvudstaden Mexico City. Charco Seco ligger 69 meter över havet och antalet invånare är 208.
Terrängen runt Charco Seco är kuperad norrut, men söderut är den platt. Havet är nära Charco Seco åt sydväst. Runt Charco Seco är det ganska glesbefolkat, med 45 invånare per kvadratkilometer. Närmaste större samhälle är Puerto Escondido, 15,6 km väster om Charco Seco. Omgivningarna runt Charco Seco är en mosaik av jordbruksmark och naturlig växtlighet.